# Arboles
Arboles är en så kallad census-designated place i Archuleta County i Colorado. Ortnamnet kommer från det spanska ordet för träd. Vid 2010 års folkräkning hade Arboles 280 invånare.